# Léo Blais
Léo Blais (* 28. April 1904 in Dollar Bay, Michigan, USA; † 21. Januar 1991) war ein US-amerikanisch-kanadischer Geistlicher und römisch-katholischer Weihbischof in Montréal.

## Leben
Léo Blais empfing am 14. Juni 1930 das Sakrament der Priesterweihe.
Am 4. Juli 1952 ernannte ihn Papst Pius XII. zum Bischof von Prince-Albert. Der Apostolische Delegat in Kanada, Erzbischof Ildebrando Antoniutti, spendete ihm am 28. August desselben Jahres die Bischofsweihe; Mitkonsekratoren waren der Erzbischof von Regina, Michael Cornelius O’Neill, und der Koadjutorerzbischof von Saint-Boniface, Maurice Baudoux.
Léo Blais trat am 28. Februar 1959 als Bischof von Prince-Albert zurück. Papst Johannes XXIII. ernannte ihn am gleichen Tag zum Titularbischof von Hieron und zum Weihbischof in Montréal. Blais nahm an der dritten und vierten Sitzungsperiode des Zweiten Vatikanischen Konzils teil. Am 11. Mai 1971 nahm Papst Paul VI. das von Léo Blais vorgebrachte Rücktrittsgesuch an.